# Turi (Bari)
Turi is een gemeente in de Italiaanse provincie Bari (regio Apulië) en telt 11.253 inwoners (31-12-2004). De oppervlakte bedraagt 70,8 km2, de bevolkingsdichtheid is 159 inwoners per km2.

## Demografie
Turi telt ongeveer 4271 huishoudens. Het aantal inwoners steeg in de periode 1991-2001 met 4,8% volgens cijfers uit de tienjaarlijkse volkstellingen van ISTAT.
| Jaar | Inwoneraantal |
| ---- | ------------- |
| 1991 | 10.801        |
| 2001 | 11.319        |

## Geografie
De gemeente ligt op ongeveer 254 meter boven zeeniveau.
Turi grenst aan de volgende gemeenten: Casamassima, Conversano, Gioia del Colle, Putignano, Rutigliano, Sammichele di Bari.